# Балясная, Рива Наумовна
Ри́ва Нау́мовна Баля́сная (идиш ריווע באליאסנע‎, 8 марта 1910, Радомышль, Киевская губерния — 1 октября 1980, Киев) — советская еврейская поэтесса, редактор. Писала на идише.

## Биография
Родилась в городе Радомышль Киевской губернии. В раннем детстве осталась без родителей и воспитывался в детском доме. Окончила фабрично-заводскую школу в Киеве, и с пятнадцати лет начала свою трудовую биографию — работала в пошивочном цеху Первой обувной киевской фабрики.
В 1930—1934 годы обучалась на литературном факультете Киевского института народного образования, а затем поступила в аспирантуру при Институте еврейской культуры Национальной академии наук УССР. В 1935—1939 годы работала редактором Главлита и Нацмениздата. Во время Великой Отечественной войны находилась в эвакуации в Уфе.
В начале своего творческого пути Балясная принадлежала к авторам из писательских организаций «Молодняк», ВУСПП. Принимала активное участие в литературной жизни республики, являясь членом еврейской секции Союза писателей Украины и редактором в издательствах.
6 мая 1952 года писательница была арестована по обвинению в контрреволюционной националистической деятельности. Во время следствия она тяжело заболела. Несмотря на это, решением Особого совещания от 23 августа 1952 года, Балясная была осуждена на 10 лет концлагерей.
По прибытии на железнодорожную станцию Инта неподалёку от Воркуты, где был назначен срок отбывания наказания, Балясную из вагона на носилках перенесли в лагерную больницу. В лагерном пункте для заключённых-инвалидов писательница находилась более четырёх лет. 9 января 1956 года была освобождена в результате пересмотра её дела и реабилитации за отсутствием состава преступления.
Умерла 1 октября 1980 года в Киеве.

## Личная жизнь
Была в браке с Израилем Гадашевичем. В браке родился сын Зорик Гадашевич (1935—1995). Внук — Дмитрий Гадашевич (род. 1959), проживает в Хайфе (Израиль).